# Quintana y Congosto (kommunhuvudort)
Quintana y Congosto är en kommunhuvudort i Spanien.   Den ligger i provinsen Provincia de León och regionen Kastilien och Leon, i den nordvästra delen av landet, 280 km nordväst om huvudstaden Madrid. Quintana y Congosto ligger 816 meter över havet och antalet invånare är 673.
Terrängen runt Quintana y Congosto är huvudsakligen platt, men västerut är den kuperad. Runt Quintana y Congosto är det glesbefolkat, med 18 invånare per kvadratkilometer. Närmaste större samhälle är La Bañeza, 12,4 km öster om Quintana y Congosto. Trakten runt Quintana y Congosto består till största delen av jordbruksmark.